# Șovinism asistențial
Șovinismul asistențial este noțiunea politică conform căreia ajutoarele sociale ar trebui limitate la anumite grupuri, în special la băștinașii dintr-o anume țară, și nu ar trebui extinse și imigranților. Este folosită ca strategie de argumentare de unele partide populiste de dreapta, care susțin că există o legătură între problemele statului social și imigrație, dar și cu alte grupuri sociale precum beneficiarii de asistență socială și șomerii. Se pune accentul pe clasificarea rezidenților statului în două extreme: cei care îl hrănesc și cei care îl slăbesc; și pe contradicția dintre ele în competiția pentru resursele limitate ale societății.

## Context
Termenul a fost folosit pentru prima dată în științele sociale în lucrarea din 1990 „Structural changes and new cliavages: The progress parties in Denmark and Norway” de Jørgen Goul Andersen și Tor Bjørklund. Autorii au descris-o ca fiind noțiunea că „serviciile de asistență socială ar trebui să fie doar pentru ai noștri”.

## „Hrănitul” și „slăbitul”
În descrierea societății și a problemelor statului social, populiștii, în special cei de dreapta, folosesc o linie de argumentare bazată pe două extreme în care cetățenii sunt împărțiți în grupuri care „hrănesc” și grupuri care „slăbesc”. Grupul care hrănește este format din cei care contribuie la prosperitatea țării: constructori de comunități; „poporul”; omul muncitor cinstit obișnuit. Al doilea grup care se află în afara „poporului” este grupul care slăbește statul, despre care se crede că promovează sau folosește asistența socială fără a adăuga vreo valoare societății. Grupul care slăbește statul este format din birocrați, cadre universitare, imigranți, șomeri, beneficiari de asistență socială și alții. Ca atare, asistența socială este văzută ca un sistem cu mecanisme de excludere încorporate.

## Populiștii de dreapta și șovinismul asistențial
Potrivit șoviniștilor asistențiali, plasele de siguranță ale statului social sunt doar pentru cei pe care populiștii îi consideră a aparține comunității. După standardul populiștilor de dreapta, afilierea la societate se bazează pe aspecte naționale, culturale și etnice sau rasiale. În categorie sunt considerați incluși cei care „hrănesc”. Grupul care slăbește statul (în primul rând imigranții) sunt considerați a fi în afara societății, și acuzați că utilizează în mod incorect asistența socială. În esență, șovinii asistențiali consideră că imigrația drenează resursele limitate ale societății. Ei cred că aceste resurse ar trebui folosite doar de către populația autohtonă omogenă⁠(d) din punct de vedere etnic, de preferință pentru copii și vârstnici.
Același principiu de argumentare este, conform academicilor Peer Scheepers, Mérove Gijsberts și Marcel Coenders, transferat pe piața muncii, unde competiția pentru locuri de muncă este considerată a fi un conflict etnic între imigranți și populația autohtonă. În vremuri cu șomaj ridicat, această cuplare retorică amplifică și sporește legitimitatea argumentelor asistențial-șovine și a altor argumente xenofobe.

## Partidele politice și șovinismul asistențial
Exemple de partide și grupuri politice contemporane care folosesc sau au folosit o strategie de argumentare asistențial-șovină: Partidul Progresului⁠(d) și Partidul Popular Danez din Danemarca, Partidul Adevărații Finlandezi din Finlanda, Partidul Libertății din Austria din Austria, Alternativă pentru Germania în Germania, Adunarea Națională din Franța, Democrații Suedezi și Alternativa pentru Suedia⁠(d) în Suedia, Zorii Aurii în Grecia, Frontul Patrotic⁠(d) în Argentina, One Nation⁠(d) în Australia, Lega Nord în Italia, Coaliția Avenir Québec⁠(d) în Canada, Partidul pentru Libertate în Țările de Jos și unele ramuri/facțiuni ale Partidului Republican din Statele Unite.